# Idea kwashotoensis
Idea kwashotoensis är en fjärilsart som beskrevs av Sonon 1928. Idea kwashotoensis ingår i släktet Idea och familjen praktfjärilar. Inga underarter finns listade i Catalogue of Life.